# Sine Calmon
Sine Calmon é um cantor, compositor e guitarrista baiano, indicado ao Troféu Caimmy como revelação do ano da Categoria Instrumentista de cordas em 1988.

## Biografia
Sine é natural de Cachoeira e começou sua trajetória artística aos 17 anos, como músico de apoio de vários artistas e como guitarrista da banda de rock Golpe de Estado. Em 1988 passou a fazer parte da Banda Estação 5, onde recebeu indicações para o Troféu Caimmy como revelação do ano da categoria "Instrumentista de Cordas".
Participou ainda da banda Remanescente até 1994, quando formou sua própria banda de reggae (Sine Calmon & Morrão Fumegante). O nome Morrão Fumegante rendeu sérios problemas ao artista, que foi parar na delegacia acusado de apologia ao uso de drogas.
Em 1997 veio o primeiro álbum da banda, Fogo na Babilônia, que foi incluído na lista "Os 100 Discos Importantes da Música Baiana", na 81ª posição. Em 1998 a banda se tornou conhecida nacionalmente através das músicas "O maluco que sabia" e "Nayambing Blues (Trem do Amor)", que estourou no carnaval baiano de 1998, sendo vencedora do Troféu Dodô e Osmar de melhor música.
Em 2007 lançou o seu quarto álbum, intitulado Guerreiro Mor, com o qual ganhou o Troféu do Circuito Reggae de Melhor Artista Solo.Em 2008 foi um dos artistas incluídos no livro "O Reggae de Cachoeira: Produção Musical em Um Porto Atlântico", de Bárbara Falcó.

## Discografia
- 1997 - Fogo na Babilônia
- 1999 - Rosa de Saron
- 2000 - Eu Vejo
- 2007 - Guerreiro Mor
- 2012 - The Best of Sine Calmon

### Participações
- 2001 - Participação na coletânea "Kaya no Reggae", do selo Bahia Discos.